# Notanthidium adornatum
Notanthidium adornatum är en biart som först beskrevs av Urban 1997.  Notanthidium adornatum ingår i släktet Notanthidium och familjen buksamlarbin. Inga underarter finns listade i Catalogue of Life.